# Manuel Sulaimán
Jesús Manuel Sulaimán Graña (Puebla de Zaragoza, Puebla, México; 20 de julio de 2000) es un piloto de automovilismo mexicano. En pasado fue miembro de la Escudería Telmex.
En 2022 compitió en la Indy Lights en HMD Motorsports with Dale Coyne Racing.

## Carrera

### Fórmula 4
Iniciara en el Campeonato NACAM de Fórmula 4 del 2016-17, para después migrar a Europa y participar dos temporadas en el Campeonato de F4 Británica, volvería a su país natal México, donde correría el Campeonato NACAM de Fórmula 4 del 2018-19 el cual ganaría con el equipo mexicano Ram Racing.

### Road to Indy

#### U.S. F2000
Luego se mudó al Campeonato Nacional U.S. F2000, en el que debutó con el equipo DEForce Racing. En su carrera de debut en el circuito callejero de San Petersburgo, inmediatamente subió al podio, agregando un segundo podio el fin de semana siguiente en el Indianapolis Motor Speedway. Terminó sexto en el campeonato con 211 puntos.

#### Indy Pro 2000
En 2020, Sulaimán pasó al Campeonato Indy Pro 2000, continuando su asociación con DEForce. Ganó dos carreras en el Mid-Ohio Sports Car Course y el New Jersey Motorsports Park y subió al podio en otras dos carreras. Terminó sexto en la clasificación con 289 puntos, luego comenzaría el Campeonato Indy Pro 2000 2021 con Juncos Hollinger Racing, ganando una carrera. Dejó el equipo a mitad de temporada y se unió a HMD Motorsports en la serie Indy Lights 2021 para Portland.

## Resumen de carrera
| Temporada | Categoría                      | Equipo                                 | Carreras | Victorias | Poles | VR | Podios | Puntos | Pos. |
| --------- | ------------------------------ | -------------------------------------- | -------- | --------- | ----- | -- | ------ | ------ | ---- |
| 2016-17   | Campeonato NACAM de Fórmula 4  | Ram Racing                             | 15       | 0         | 0     | 0  | 3      | 151    | 6.º  |
| 2017      | Campeonato de F4 Británica     | JHR Developments                       | 21       | 0         | 0     | 0  | 1      | 43     | 13.º |
| 2018      | Campeonato de F4 Británica     | JHR Developments                       | 30       | 0         | 0     | 0  | 0      | 94     | 9.º  |
| 2018-19   | Campeonato NACAM de Fórmula 4  | Ram Racing                             | 20       | 10        | 4     | 4  | 15     | 366    | 1.º  |
| 2019      | Campeonato Nacional U.S. F2000 | DEForce Racing                         | 15       | 0         | 0     | 0  | 2      | 211    | 6.º  |
| 2020      | Indy Pro 2000                  | DEForce Racing                         | 17       | 2         | 3     | 4  | 4      | 289    | 6.º  |
| 2021      | Indy Pro 2000                  | Juncos Hollinger Racing                | 13       | 1         | 2     | 0  | 3      | 214    | 9.º  |
| 2021      | Indy Lights                    | HMD Motorsports                        | 6        | 0         | 0     | 0  | 0      | 75     | 15.º |
| 2022      | Indy Lights                    | HMD Motorsports with Dale Coyne Racing | 2        | 0         | 0     | 0  | 0      | 48     | 16.º |
| Fuente:   |                                |                                        |          |           |       |    |        |        |      |

## Resultados

### Indy Lights
(Clave) (negrita indica pole position) (cursiva indica vuelta rápida)

| Año  | Equipo                                 | 1     | 2      | 3   | 4   | 5   | 6   | 7   | 8   | 9   | 10  | 11  | 12  | 13  | 14  | 15    | 16     | 17    | 18     | 19    | 20     | Pos. | Puntos |
| ---- | -------------------------------------- | ----- | ------ | --- | --- | --- | --- | --- | --- | --- | --- | --- | --- | --- | --- | ----- | ------ | ----- | ------ | ----- | ------ | ---- | ------ |
| 2021 | HMD Motorsports                        | BAR   | BAR    | STP | STP | IMS | IMS | DET | DET | ROA | ROA | MDO | MDO | GMP | GMP | POR 6 | POR 10 | LAG 7 | LAG 10 | MDO 7 | MDO 11 | 15.º | 75     |
| 2022 | HMD Motorsports with Dale Coyne Racing | STP 6 | BAR 10 | IMS | IMS | DET | DET | ROA | MDO | IOW | NSH | GMP | POR | LAG | LAG |       |        |       |        |       |        | 16.º | 48     |